# Argemmios
 (décembre 2022).
Éditions Argemmios est une maison d'édition française spécialisée dans la fantasy, créée en 2007 par Nathalie Dau et installée à Saussay-la-Campagne. Le premier titre publié, Les Débris du Chaudron, est paru le 15 mai 2008. Malgré sa volonté de trouver un repreneur, ce qui n'a pu se faire, la maison d'édition est contrainte de cesser son activité début 2014 en raison des ennuis de santé de la gérante. La société a été dissoute le 18 février 2015, liquidée et radiée le 14 septembre 2015.

## Prix
- Prix Imaginales 2010 de la nouvelle : Romain Lucazeau, pour "Les sept derniers païens" (dans l'anthologie Les Héritiers d'Homère)
- Prix Merlin 2010 de la nouvelle : Anthony Boulanger, pour "La descente aux enfers d'Orphée et Eurydice" (dans l'anthologie Les Héritiers d'Homère)
- Prix Oriande 2012 dans la catégorie Album jeunesse illustré : Valérie Frances, Christian Simon et Sophie Léta pour Brûlot le dragonneau

## Titres

### Romans et novellas
- Nathalie Dau, Les Débris du Chaudron (2008)
- Pierre Gévart, Et cette porte, là-bas, qui se fermait... (2009)
- Charlotte Bousquet, Llorona On The Rocks (2010) - Retiré du catalogue le 15 juin 2012
- Viviane Etrivert, Masky (2011)
- Marie Fontaine, Tony Beaufils, Qantice : La Cosmocinésie ou les Remuements des mondes (2012)
- Alain Delbe, Sigiriya, le Rocher du Lion (2012)
- Chantal Robillard, Zoo des chimères (2013)

### Recueils, artbooks et poésie
- Charlotte Bousquet, Au Miroir des Sphinx (2008)
- Denis Labbé, Marelle d'Ombres (2010)
- Agnès Echène, Chantal Robillard, Rencontres Imaginaires en Aubrac (2013)

### Anthologies et collectifs
- Flammagories, hommage à Nicholas Lens (2010)
- Noëls d'hier et de demain, dirigée par Pierre-Alexandre Sicart (2013)

### Anthologies dans la collection Périples Mythologiques
- Les Héritiers d'Homère (2009)
- Chants de Totems (2012)

### Livres pour enfants (collection Bouts d'Cailloux)
- Voir avec le Cœur (2009) : texte et voix Nathalie Dau, illustrations Alexandre Dainche, musique David Millemann (sous le pseudonyme David Mille), livre-disque.
- Grisemine, le petit chat qui voulait voler (2009) : texte et illustration Isabelle Chatel Merlier, voix Nathalie Dau, musique David Millemann, livre-disque.
- Il était 7 fois (2010) : anthologie jeunesse, textes de Karim Berrouka, Lucie Chenu, Sophie Dabat, Marie-Catherine Daniel, Xavier Dollo, Pierre Gévart et Alain le Bussy, illustrations intérieures d'Arnaud Boutle, illustration de couverture de Mathieu Coudray.
- Brûlot le dragonneau (2011) : texte de Valérie Frances et Christian Simon, illustrations de Sophie Léta
- Les Cornes de Petit-Bison (2011) : texte de Marie-Catherine Daniel, illustrations de Fabien Fernandez
- Brûlot et le Louveteau (2013) : texte de Valérie Frances, illustrations de Laurence Péguy

### Bandes dessinées
- Les Zozios, T1 : J'crois qu'on nous observe ! (2010) : texte et dessins de Mathieu Coudray
- Sticker la Mouche (2010) : texte et dessins de Mathieu Coudray